# اسکوپ

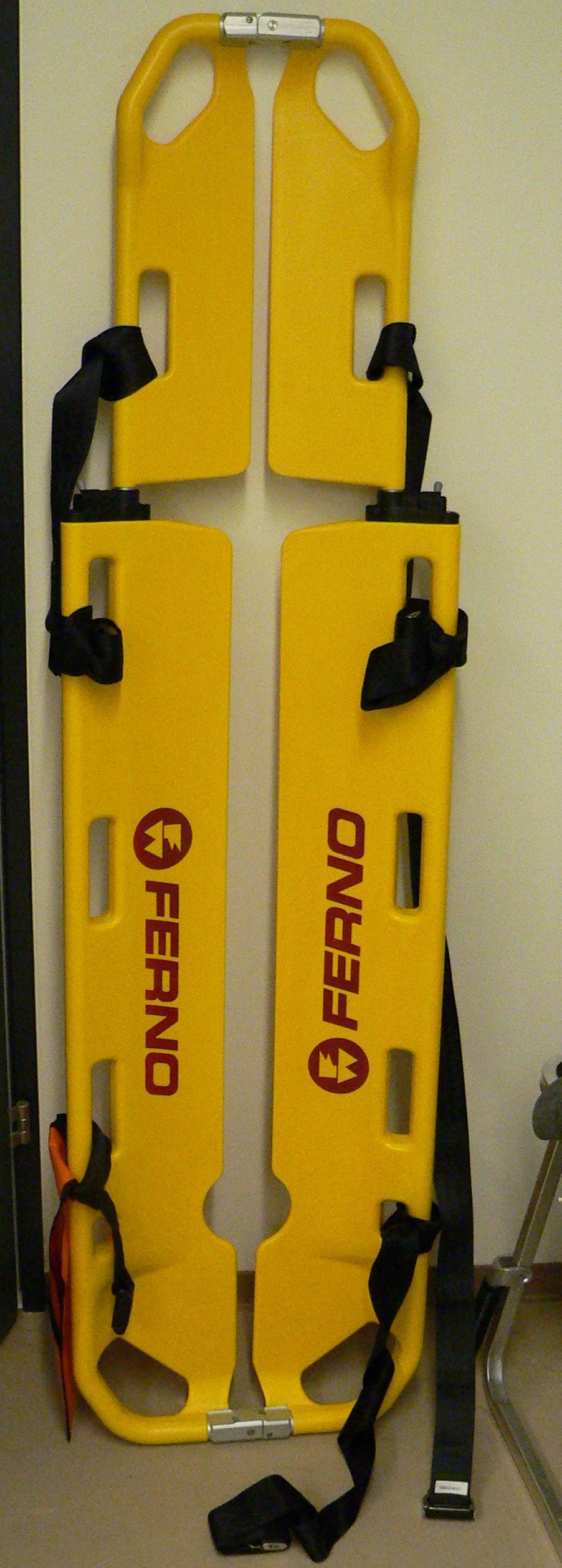
برانکار اسکوپ. توجه شود که برانکار به‌صورت وارونه است: انتهای باریک برانکار برای پاهای بیمار استفاده می‌شود.

اسکوپ (به انگلیسی: Scoop stretcher) یا برانکارِ قاشقی نوعی برانکار ویژه که از آن برای بلند کردن قربانیان سانحه و جابه‌جایی افراد زخمی استفاده می‌شود. این وسیله پرکاربردترین برانکار در هنگام بلند کردن و جابه‌جایی افرادی است که در آن‌ها بیم آسیب طناب نخاعی می‌رود. در هنگام استفاده و بدون نیاز به جابه‌جایی فرد، با کشیدن دست و پا، کافی است با باز کردن دو گیرهٔ ابتدا و انتهای آن به‌صورت دو تکهٔ سوا از هم درمی‌آید و با قرار دادن آن دو در دو سمت مصدوم و فشار دادن آن‌ها به هم، بیمار را درون خود جای می‌دهد.